# Guajirolus
Guajirolus is een geslacht van haften (Ephemeroptera) uit de familie Baetidae.

## Soorten
Het geslacht Guajirolus omvat de volgende soorten:
- Guajirolus ektrapeloglossa
- Guajirolus flowersi
- Guajirolus nanus
- Guajirolus queremba
- Guajirolus rondoni